# Yggdrasil (Album)
Yggdrasil ist das vierte Studioalbum der deutschen Dark-Metal- und NDH-Band Erdling. Es erschien am 10. Januar 2020 auf dem Label Out of Line und wurde von Rough Trade Distribution vertrieben. Im Gegensatz zu den drei Vorgängern ist es Metal-lastiger und behandelt die nordische Mythologie. Es wurde von Sänger Neill Freiwald in Eigenregie produziert.

## Geschichte
Am 22. März 2019 veröffentlichten Erdling die Single Wir sind Midgard und kündigten an, dass das für 2020 geplante, vierte Album „anders, schneller, Metal-lastiger, aber auch tiefgehender“ werde. Zugleich wurden die Tourdaten für die zweite Headlinertour der Band bekannt gegeben. In einem eigenen Videoblog erklärte Freiwald, dass mit der Arbeit am neuen Album bereits simultan zur Produktion des Vorgängers begonnen worden war. Außerdem begründete er den Ausstieg des Bassisten Pierre Anders mit beruflichen Gründen. Freiwald werde künftig selbst den Bass übernehmen, sodass Erdling erstmal als Trio auftrete. Am 5. Juli 2019 erschien die zweite Vorabsingle Im Namen der Krähe, bei der Sänger Robert Dahn (Equilibrium, Minas Morgul) mitwirkte. Im Laufe des Jahres komplettierte Robin Sem Verdföllnis am Bass erneut das Quartett. Die dritte Single Wölfe der Nacht wurde am 29. November 2019 veröffentlicht, in der unter anderem Chris Pohl (Blutengel) als Gastsänger zu hören ist. Am 20. Dezember 2019 erschien die vierte Singleauskopplung Am heiligen Hain. Am 10. Januar 2020 folgte ihr viertes Album Yggdrasil.
Am 22. März 2019 erschien auf YouTube das Musikvideo zu Wir sind Midgard. Am 29. November wurde auf YouTube das Musikvideo zum Lied Wölfe der Nacht veröffentlicht. Neben Erdling wirken im Musikvideo Chris Pohl und das Model Leoni Dowidat mit. Kurz vor Weihnachten, am 20. November 2019, erschien auf YouTube das Musikvideo zu Am heiligen Hain.
Im Januar 2020 ging die Band mit der Yggdrasil-Club-Tour auf Tour in sieben Städten. Als Vorbands fungierten Florian Grey und Circus of Fools.

## Allgemeines

### Versionen
Das Album Yggdrasil wurde am 10. Januar 2020 in Deutschland veröffentlicht und erschien als CD, Deluxe-Ausgabe (enthält eine zusätzliche CD mit sieben Cinematic-Medieval-Versionen) und MP3-Download.

### Illustration
Das Cover zeigt den Weltenbaum Yggdrasil, der nachts einem heftigen Unwetter trotzt. Ein heller Blitz erstreckt sich von der oberen linken Seite bis in die Mitte des Bildes. Den unteren Bereich des Covers zieren Bandname und Albumtitel.

## Titelliste
| #  | Titel                             | Länge |
| -- | --------------------------------- | ----- |
| 1  | Hel (Intro)                       | 0:48  |
| 2  | Blizzard                          | 3:14  |
| 3  | Wir Sind Midgard                  | 3:29  |
| 4  | Hundert Welten                    | 3:41  |
| 5  | Am heiligen Hain                  | 3:25  |
| 6  | Im Namen der Krähe ft. Robse Dahn | 3:23  |
| 7  | Sturmfänger                       | 5:19  |
| 8  | Blut und Erde                     | 3:15  |
| 9  | Grendel                           | 3:48  |
| 10 | Wölfe der Nacht ft. Chris Pohl    | 3:45  |
| 11 | Yggdrasil                         | 4:25  |

| # | Titel                                                 | Länge |
| - | ----------------------------------------------------- | ----- |
| 1 | Yggdrasil (Cinematic Medieval Version)                | 4:15  |
| 2 | Am heiligen Hain (Cinematic Medieval Version)         | 3:24  |
| 3 | Sturmfänger (Cinematic Medieval Version)              | 5:21  |
| 4 | Wölfe der Nacht (Cinematic Medieval Version)          | 3:46  |
| 5 | Kein Schatten ohne Licht (Cinematic Medieval Version) | 4:07  |
| 6 | Absolutus Rex (Cinematic Medieval Version)            | 3:44  |
| 7 | Winterherz (Cinematic Medieval Version)               | 4:28  |

## Charterfolge
Das Album erreichte Platz 45 der deutschen Albumcharts und hielt diese Position für eine Woche.

## Rezeption
Matthias Weise für Metal.de erkennt eine textliche Verbesserung gegenüber den Vorgängern und vergibt 6 von 10 Punkten.

„Wem oberflächliche Texte nichts ausmachen, wird mit „Yggdrasil“ seine wahre Freude haben. ERDLING entwickeln ihren Sound weiter und bringen mehr Druck, Tempo und vor allem Härte in ihre Musik. Eine tiefgründige Auseinandersetzung mit der Mythologie und eine darauf basierende Lyrik hätten dem Album jedoch gut getan.“

Marco Gräff für Hellfire Magazin befindet das Album für gut und vergibt 8,5 von 10 möglichen Punkten.

„ERDLING gelingt es mit ihrem vierten Output, sich endlich in einer eigenen Nische zu platzieren und verbindet auf eindrucksvolle Weise Dark Rock mit modernem Metal, Industrial und elektronischen Hooklines. Das alles mit den von ERDLING gewohnt starken, aber auch direkten Lyrics und dem Händchen für traurige wie mitreißenden Melodien. Ohne Zweifel mag ich behaupten, mit YGGDRASIL haben ERDLING ihr mit Abstand abwechslungsreichstes, wenn auch überraschendstes aber auf jeden Fall bestes Werk abgeliefert! Ich bin echt auf die anstehende Mini Tour gespannt, die am Tag vor Album Release in Frankfurt beginnt“

Norbert C. für Time for Metal vergibt 8 von 10 Punkten.

„Fazit: Ein Genremix, der zwar mit seinen mythologischen Texten gewöhnungsbedürftig daherkommt, aber voll auf der 12 einschlägt. Innovativ servieren Erdling einen gekonnten Leckerbissen in Sachen NDH meets Dark Rock.“